# Le Roulier
Le Roulier – miejscowość i gmina we Francji, w regionie Grand Est, w departamencie Wogezy.
Według danych na rok 1990 gminę zamieszkiwały 173 osoby, a gęstość zaludnienia wynosiła 31 osób/km² (wśród 2335 gmin Lotaryngii Le Roulier plasuje się na 872. miejscu pod względem liczby ludności, natomiast pod względem powierzchni na miejscu 958.).